# Atlanticus grahami
Atlanticus grahami är en insektsart som beskrevs av Tinkham 1941. Atlanticus grahami ingår i släktet Atlanticus och familjen vårtbitare. Inga underarter finns listade i Catalogue of Life.